# Lilo és Stitch – A csillagkutya (film, 2025)
A Lilo és Stitch – A csillagkutya (eredeti cím: Lilo & Stitch) 2025-ös amerikai sci-fi filmvígjáték, amelyet Dean Fleischer Camp rendezett. A 2002-es azonos című film élőszereplős változata. A főbb szerepekben Sydney Elizebeth Agudong, Billy Magnussen, Hannah Waddingham, Chris Sanders és Courtney B. Vance látható.
A filmet az Amerikai Egyesült Államokban 2025. május 23-án a Walt Disney Motion Pictures, míg Magyarországon egy nappal korábban, a Fórum Hungary forgalmazásában, 2025. május 22-én mutatták be a mozikban.

## Cselekmény
A Turo bolygón Dr. Jumba Jookibát az Egyesült Galaktikus Föderáció elítéli illegális genetikai kísérletekért, amelyek során egy agresszív, szinte elpusztíthatatlan, fejlett tanulási képességekkel rendelkező lényt hoz létre, amelyet 626-os kísérletnek neveznek. Jumbát bebörtönzik, míg 626-ot száműzik rongáló magatartása miatt. A 626-os azonban megszökik, ellop egy rendőrségi járművet, és annak hiperhajtóművét használva eljut a Földre, ahol Kauai-n lezuhan. A Főtanácsosnő szabadságot kínál Jumbának, ha visszaszerzi a 626-ot, és összehozza a Föld szakértő Pleakley ügynökkel. 626 lezuhan egy esküvői fogadás közelében, és elgázolja egy turistakocsi, míg végül egy állatmenhelyre kerül.
Egy Lilo Pelekai nevű hawaii kislányt kicsapnak a hula-iskolából, mert nővére, Nani távolléte okozta frusztrációja miatt lelökte a színpadról bántalmazóját, Mertle-t. A szociális munkásuk, Kekoa asszony meglátogatja őket, és megállapítja, Nani alkalmatlan a gondozásukra, ezért követeli, hogy egy héten belül végezze el a feladatokat.
Másnap, amikor meghallja, hogy Lilo barátot szeretne, szomszédjuk, Tūtū elviszi Lilót az állatmenhelyre, ahol 626-ot tartják. Rájön, Jumba és Pleakley a nyomában van, 626 kutyának adja ki magát, és megengedi Lilónak örökbe fogadni őt a védelmére. Nani elviszi őket a barátjával, David Kawena-val közös lūʻau-i üdülőhelyére. Lilo a 626-os nevet „Stitch”-nek nevezi el, miután Nani megjegyzi, meg kell varrni az elszakadt autóülést. Jól érzik magukat az üdülőhelyen, de Stitch véletlenül tüzet okoz az asztalnál, ami Nani elbocsátásához vezet.
Nanit meglátogatja Kekoa és Cobra Bubbles CIA-ügynökök, akik szociális munkásnak adják ki magukat, hogy kivizsgálja Stitch érkezését. Kekoa ragaszkodik Nani azonnali új munkahely kereséséhez. Lilo és Stitch bohóckodásai miatt azonban számos interjú után elutasítják. Lilo segít Naninak szörfoktatói állást szerezni, és az első műszak után élvezik a szörfözést. Eközben Jumbának és Pleakley-nek nem sikerül elkapnia Stitchet jet-skizés közben, aminek következtében Pelekáék és Stitch eltűnnek, miközben Lilo majdnem megfullad, amikor Stitch elsüllyed.
Lilo felépülése után Kekoa tájékoztatja Nanit, hogy a hawaii kormány fedezi az egészségügyi biztosítási költségeit, ha lemond a gyámságáról – a nő vonakodva fogadja el ezt a döntést. Miközben a nővérek egy utolsó közös éjszakát töltenek együtt, Stitch elgondolkodik tettein, és szomorúan, egyedül tér vissza az állatmenhelyre. Eközben a csalódott Főtanácsosnő, amiért Jumba nem tudta elfogni Stitchet, visszavonja az alkut, és utasítja Pleakleyt, vigye vissza Jumbát a börtönbe. Jumba azonban megszökik Pleakley elől, és helyette Stitch elfogását tervezi.
Kekoa és Bubbles másnap reggel megérkezik, és látja, hogy Lilo eltűnt, ezért Nanival együtt keresni kezdik. Lilo megtalálja Stitchet a menhelyen, viszont Jumba megérkezik, hogy visszaszerezze a kék lényt. Elszöknek Pelekáék házába, és megküzdenek Jumbával, lerombolva a házukat. A harc során Jumba elárulja, Stitch Lilót használta fel védelmére, ami a bűntudattól sújtott Stitch megadásához vezet.
Jumba egy portálgeneráló fegyverrel az űrhajójára viszi Stitchet, és el akarja törölni tőle újonnan szerzett empátiáját. Lilo azonban feloson a fedélzetre, kiszabadítja Stitchet, és együtt kilökik Jumbát az űrhajóból. A hajó az óceánba zuhan, Lilo és Stitch a víz alá kerül. Stitch megmenti a lányt, de mivel ő nem tud felúszni a felszínre, elengedi a lányt, hogy fel tudjon jönni, ő viszont megfullad.
Nani és David megmentik Lilót, de ő nem hajlandó otthagyni Stitchet. David visszaviszi Lilót a partra, míg Nani visszaúszik Stitchért az óceán fenekére. Elérik a partot, de Stitch mozdulatlan állapotban van. Miután Bubbles megtalálja Pleakley-t, és újra csatlakoznak a csoporthoz, David újraéleszti Stitch-et a tüdejének gyorsindításával.Nem sokkal később megérkezik a Főtanácsosnő, és újra letartóztatja Jumbát. Miután látta Stitch változását, úgy dönt, hagyja, hogy a Földre száműzzék Stitchet az újonnan talált ohanájához („család”). A Főtanácsosnő megesküszik, tartják a kapcsolatot, Pleakley pedig Pelekáéknál él és Stitchre vigyáz.
Amikor Pelekáék, Stitch és társai hazatérnek, Kekoa közli Nanival, átadhatja Lilo gyámságát Davidnak és Tūtunak, így a lány otthon maradhat. Nani, aki most a San Diegó-i Kaliforniai Egyetemre jár, hogy Lilo áldásával tengerbiológiát tanuljon, Jumba portálfegyverével meglátogatja Lilót és Stitchet Kaua’i-n.

## Szereplők
| Szereplő          | Színész                    | Magyar hang     | Leírás |
| ----------------- | -------------------------- | --------------- | --- |
| Lilo Pelekai      | Maia Kealoha               | Csiki Babita    | Hatéves árva, hawaii őslakos kislány, aki imádja a hulát, a szörfözést és a vadon élő állatokat, különösen vonzódik mindenhez, ami gusztustalan. Nagyon élénk fantáziával rendelkezik, ugyanakkor lázadó természetű, ami gyakran bajba sodorja, és kívülállóvá teszi az osztálytársai körében, akik furcsának tartják. |
| Stitch            | Chris Sanders (hangja)     | Kossuth Gábor   | Kék, koalára emlékeztető illegális genetikai kísérleti lény, akit az „626-os kísérletként” ismernek, és akit Lilo fogad örökbe. Rakoncátlan, impulzív és félelmetesen erős; egy szőrös, csúnyán-aranyos rombológolyó, aki látszólag mindent el akar pusztítani, ami az útjába kerül. |
| Nani Pelekai      | Sydney Elizebeth Agudong   | Békefi Viktória | Lilo nővére és egyben törvényes gyámja. Intelligens, maximalista, sportos, A-típusú személyiség és kitűnő tanuló, aki egyre nagyobb nyomást érez amiatt, hogy egyszerre kell gondoskodnia Lilóról, jól teljesítenie az iskolában és megtartania az állását. Ez feszültségekhez vezet közte és a szociális munkás között, miközben a gyermekvédelmi szolgálat azzal fenyeget, hogy elszakítják a Pelekai nővéreket, és Lilót nevelőszülőkhöz helyezik. |
| Dr. Jumba Jookiba | Zach Galifianakis          | Dévai Balázs    | Kweltikwani őrült tudós, aki Stitch-et megalkotta. |
| Pleakley ügynök   | Billy Magnussen            | Kisfalusi Lehel | Plorgonari származású ügynök az Egyesült Galaktikus Szövetség szolgálatában, valamint a Szövetség földi szakértője. Azért küldik a Földre, hogy Jumbát megakadályozza abban, hogy bármilyen földi élőlényben kárt tegyen, miközben 626-ot üldözi. |
| Cobra Bubbles     | Courtney B. Vance          | Bognár Tamás    | Szövetségi ügynök, aki el akarja kapni Stitchet. |
| Főtanácsosnő      | Hannah Waddingham (hangja) | Solecki Janka   | Szürke bőrű idegen, aki a Galaktikus Szövetség és annak tanácsának vezetője. Ő adja ki a parancsot Jumbának és Pleakley-nek, hogy fogják el Stitch-et, miután az megszökik. |
| David Kawena      | Kaipo Dudoit               | Jéger Zsombor   | Hawaii őslakos főiskolai hallgató és szörfös, aki kedves Nanival. Ő adja elő a „tűzkés táncot” a lūʻau-n, ahol ő és Nani dolgoznak. |
| Mrs. Kekoa        | Tia Carrere                | Radó Denise     | Szociális munkás, aki gyakorlatias, szabálykövető, kedves és türelmes nő, aki rendszeresen ellenőrzi Nanit, ugyanakkor tisztában van azzal, hogy Nani nehezen birkózik meg a rá háruló feladatokkal. |
| Tūtū              | Amy Hill                   | Zsurzs Kati     | A 70-es éveiben járó, őslakos hawaii nő, aki régóta a Pelekai család szomszédja, és David Kawena nagymamája. Melegszívű, éles eszű asszony, aki helyi pidzsin akcentussal beszél. |
| Lūʻau menedzser   | Jason Scott Lee            | Rajkai Zoltán   | A Lūʻau menedzsere, Nani főnöke. |

### Magyar változat
- Magyar szöveg: Blahut Viktor
- Dalszöveg: Nádasi Veronika
- Felvevő hangmérnök: Salgai Róbert
- Vágó: Kránitz Bence
- Gyártásvezető: Bogdán Anikó
- Szinkronrendező: Kránitz Lajos András
- Zenei rendező: Bolba Tamás
- Produkciós vezető: Máhr Rita

A szinkront a Disney Character Voices International megbízásából az Iyuno Hungary készítette el.

## A film készítése
2018. október 3-án bejelentették, hogy a Walt Disney Pictures élőszereplős és számítógépes animációval kombinált hibridfilm-remake-et készít a 2002-es Lilo és Stitch – A csillagkutya című animációs film alapján. A filmet Mike Van Waes adaptálta volna, a producerek Dan Lin és Jonathan Eirich voltak, a társproducer pedig Ryan Halprin. 2018. október 24-én Van Waes felfedte, hogy elkezdett dolgozni a remake forgatókönyvén. 2020. november 13-án Jon M. Chu tárgyalásokat kezdett a rendezésről, miközben arról számoltak be, hogy Van Waes távozott a projekttől, és a stúdió új forgatókönyvírót keresett az ő változatának átírására. Végül Chu nem rendezte meg a filmet más kötelezettségei miatt. 2022. július 14-én a Deadline Hollywood arról számolt be, hogy Dean Fleischer Camp lett a kiválasztott rendező, míg Chris Kekaniokalani Bright tárgyalásokat folytatott a forgatókönyv újraírásáról; Bright 2023 februárjában hivatalosan is megerősítést nyert, mint forgatókönyvíró. A Deadline Hollywood bejelentésének másnapján Van Waes idézve tweetelte a hírt, és üdvözölte Fleischer Campet és Brightot a film készítői között, ami arra utalt, hogy talán még mindig részt vesz a projektben – ezt később a Writers Guild of America West is megerősítette, amikor mind Brightot, mind Van Waest a film hivatalos forgatókönyvíróiként tüntette fel.
A film munkacíme Bad Dog lett, utalva arra, hogy a mindig bajkeverő Stitch-et tévesen kutyának nézik és úgy fogadják örökbe. A filmhez új produkciós céget is alapítottak Blue Koala Pictures, Inc. néven, ami Stitch fizikai megjelenésének egyik gyakori leírására utal.

### Forgatás
A forgatást 2023. március 13-án tervezték elkezdeni Oahu szigetén, Hawaii-on, és június 16-án fejezték volna be. Az első forgatási nap azonban április 17-re tolódott.
2023. április 16-án tűz ütött ki a film díszletbázisán, Haleiwában, egy lakókocsiban, körülbelül 200 000 dollárnyi kárt okozva. A lakókocsiban azok a jelmezek voltak, amelyeket a forgatás első három hetében használtak volna. A tűz este 11 óra előtt keletkezett, és másnap hajnali 1 órára sikerült eloltani. Sérülés nem történt, de a forgatás kezdetét határozatlan időre elhalasztották. A honolului rendőrkapitányság első fokú gyújtogatásként kezelte az esetet, és nyomozást indított. A forgatás végül 2023. május 1-jén elkezdődött, amikor a Kalanianaole autópálya egy szakaszát lezárták a film miatt. Júliusban azonban a 2023-as SAG-AFTRA sztrájk miatt felfüggesztették a munkálatokat. A forgatás 2024 februárjában folytatódott, és végül március elején fejeződött be.